# Liste der im Islek gelegenen Orte
Die Landschaft des Islek in der Westeifel liegt etwa zwischen den Flüssen Our, Sauer und Kyll im Bereich des Eifelkreises Bitburg-Prüm an den Grenzen zu Luxemburg und Belgien. Das Gebiet setzt sich in den Luxemburger Ardennen (Ösling) und in Belgien fort. Der Name soll sich vom ehemals fränkischen Ösling-Gau ableiten.

## Orte im Islek
- Altscheid
- Ammeldingen bei Neuerburg
- Arzfeld
- Berkoth
- Berscheid
- Binscheid
- Burg Reuland (Belgien)
- Clerf (Luxemburg)
- Dackscheid
- Dahnen
- Daleiden
- Dasburg
- Eilscheid
- Emmelbaum
- Eschfeld
- Euscheid
- Fischbach
- Großkampenberg
- Hargarten
- Harspelt
- Heilbach
- Heinerscheid (Luxemburg)
- Herzfeld
- Hütten
- Irrhausen
- Jucken
- Karlshausen
- Kesfeld
- Kickeshausen
- Kiischpelt (Luxemburg)
- Kinzenburg
- Koxhausen
- Krautscheid
- Lambertsberg
- Lascheid
- Lauperath
- Leidenborn
- Leimbach
- Lichtenborn
- Lierfeld
- Lünebach
- Lützkampen
- Manderscheid
- Mauel
- Marnach (Luxemburg)
- Merlscheid
- Nasingen
- Niederpierscheid
- Neuerburg
- Oberpierscheid
- Olmscheid
- Pintesfeld
- Plütscheid
- Preischeid
- Reiff
- Reipeldingen
- Rodershausen
- Roscheid
- Sengerich
- Sevenig
- Strickscheid
- Scheuern
- Troisvierges (Luxemburg)
- Uppershausen
- Üttfeld
- Vianden (Luxemburg)
- Wawern
- Waxweiler
- Weiswampach (Luxemburg)
- Wiltz (Luxemburg)